# Protambulyx strigilis
Protambulyx strigilis is een vlinder uit de familie pijlstaarten (Sphingidae). De wetenschappelijke naam van de soort werd in 1771 gepubliceerd door Carl Linnaeus.

## Verspreiding en leefgebied
Deze vlindersoort komt voor in de tropische gebieden van Midden- en Zuid-Amerika.

## De rups en zijn waardplanten
De waardplant is Anacardium spondias en andere planten uit de familie Anacardiaceae. De groene rupsen hebben schuine, gele strepen over het lichaam.